# Narkoanalys
Narkoanalys är en psykiatrisk behandlingsmetod som innebär att man sprutar in ett sömnmedel intravenöst i en sådan dosering att patienten blir dåsig utan att falla i sömn. Eftersom olika hämningar då lättar och associationerna löper friare, kan man genom samtal med patienten komma fram till omedvetna orsaker till nervösa besvär. I Sverige kallas metoden ofta, efter det använda sömnmedlet, isomylsamtal.

## Historia
De sinnesförändrande effekterna av alkohol, marijuana, och narkotika har varit kända för människan i århundraden. Injektioner av Amytal och Pentothal gjort denna kunskap till ett praktiskt psykologiskt bruk, inte bara för att få fram information från misstänkta under förhör, utan som ett medel för behandling av granatchockade soldater under andra världskriget. Det har också förekommit en del användning av terapi med barbiturathypnos vid förhör med både svaranden och käranden i vissa rättsfall.
Om hypnos fortfarande av en del anses som en mystisk vetenskap, så är narkoanalys och narkohypnos än mera mystisk på grund av missförstånd och idéer populariserade av filmer som Conspiracy Theory där huvudpersonen representeras som en "galen vetenskapsman", som i denna film är asscocierad med CIA.

## Tillförlitlighet
Det har funnits varierad användning av narkoanalys och noggrannheten av terapin har debatterats. Liksom i normal hypnos kan omedvetet undertryckta tankar vara mer benägna att komma fram i stället för medvetet undertryckta bevis. Det finns också en brist på jag-mekanism. Därför kan bestämning av sanning troligen bättre utföras genom att avslöja motstridiga svar genom varierade frågeställningar.
I ett framträdande amerikanskt rättsfall var en man anklagad för inbrott och sodomisering av en handikappad kvinna. Under hypnos och påverkan av natriumamytal förnekade mannen anklagelserna och sade att han och kvinnan hade ägnat sig åt ett möte i samförstånd. Efter att kvinnan själv genomgått narkoanalys, gav hon flera motstridiga versioner av sitt ursprungliga påstående om sexuella övergrepp. Så småningom erkände hon att hon diktat upp historien på grund av ilska över tidigare relationer. Domaren tillät i det här fallet för första gången resultaten av natriumamytal bli godtagna som bevis i ett federalt fall. Han påpekade att även om alla vittnesmål under påverkan av barbiturater inte kunde vara idiotsäkra, fann han att de friande bevisen i detta fall var till stor hjälp att avslöja avvikelser som leder till en friande dom.

## Kritik
Motståndarna till narkoanalys hävdar att det finns få vetenskapliga bevis för att motivera dess användning som en pålitlig källa vid förhör, och påpekar missbruk av CIA och flera indiska polismyndigheter. Indien kallas det narkoanalytiska centrumet i världen med beteendevetenskapliga samrådsteam, med pseudovetenskap som uppbackning av olagliga förhör.

## Fördelar
År 1930 introducerade William Bleckwenn narkoanalys som en terapi för gravt schizofrena patienter eller de som led av katatonisk mutism. Dessa människor skulle, efter påverkan av läkemedlet, befrias från sina somatiska tillstånd under korta perioder. De kunde fortsätta konversationer, delta i måltider, bete sig som helt friska, även om effekten var tillfällig. Efter några timmar återvände de till sin letargi. Trots dessa kortvariga effekter var behandlingen vanlig på engelska sjukhus under 1940- och 1950-talen.
Det var från denna behandling som avreaktion började användas som en behandling för soldater efter andra världskriget. Påverkan av kortsiktiga barbiturater orsakade inhibition vilket underlättade för soldaterna att delta i psykoterapi. Terapeuter arbetat med soldaterna för att återkalla stridstrauman, och därefter försöka behandla eller minska effekterna. Genom att utöka standardhypnos med narkotika och "syntetiserade" mentala tillstånd genom effekten av hypnotisk suggestion, kunde ett negativt mentalt tillstånd sublimeras till ett positivt.
Effekten av sådana tekniker är fortfarande en källa till debatt bland vårdpersonal. Det är dock de etiska aspekterna inom detta område av psykologin som ger den största utmaningen för samhället, eftersom formbarheten av det mänskliga psyket är väl dokumenterat genom historien.